# Marion Jones Sportcomplex
Het Marion Jones Sportcomplex is een multifunctioneel stadion in Belize City, een stad in Belize. 
Het stadion wordt vooral gebruikt voor voetbalwedstrijden, en er zijn ook paard- en fietsraces. In het stadion is plaats voor 7.500 toeschouwers. Het stadion werd geopend in 1960 en werd vernoemd naar Marion Jones (1960), een Amerikaanse atlete. Het stadion stond eerder bekend als Nationaal Stadion. 